# روجر براون (لاعب كرة قدم أمريكية أمريكي)
روجر براون (بالإنجليزية: Roger Brown)‏ هو لاعب كرة قدم أمريكية أمريكي، ولد في 16 ديسمبر 1966 في بالتيمور في الولايات المتحدة.

## وصلات خارجية
- روجر براون على موقع مرجع كرة القدم المحترفة.كوم (الإنجليزية)